# Hof van Hoogstraten (Mechelen)

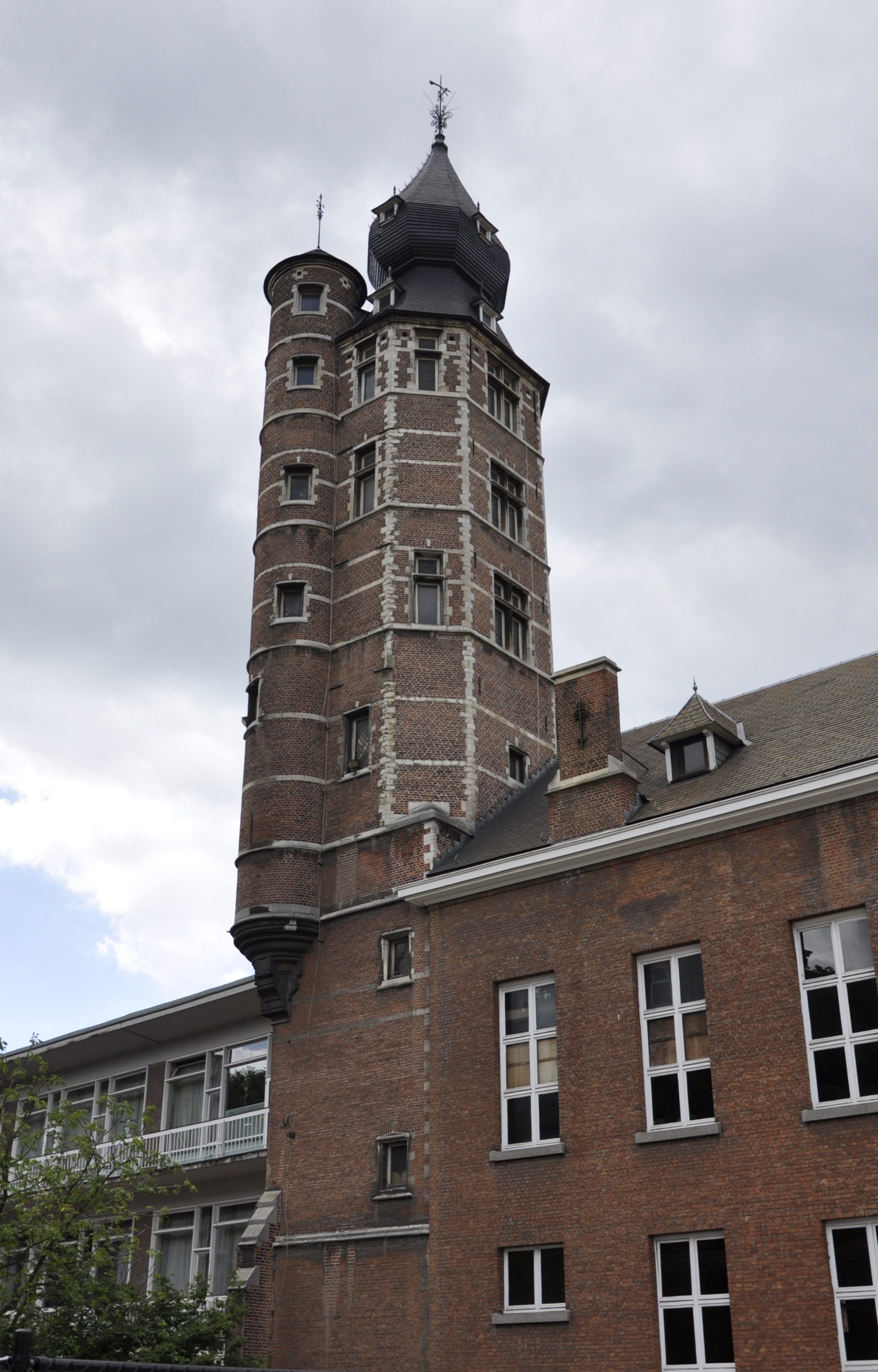
De toren van het voormalig hof van Hoogstraten

Het Hof van Hoogstraten is een stadspaleis in Mechelen en was de voormalige residentie van Antoon I van Lalaing, graaf van Hoogstraten. Hij kwam in 1512 in het bezit van het domein door zijn huwelijk met Elisabeth van Culemborg en verbouwde de panden tussen 1517 en 1527 met een stadstoelage van 1496 pond. Antoon was de rechterhand van Margaretha van Oostenrijk (1480-1530) en na haar dood in 1530 een tijdlang waarnemend landvoogd van de Nederlanden.
Filips van Lalaing (1499-1550) was hofmeester in het Hof van Hoogstraten.  
Het hof is gelegen aan de Zandpoortvest en het Hoogstratenplein.
Bij de ontploffing van het in de Zandpoort opgestapelde kruit in 1546 waren grote herstellingen nodig. In 1580, tijdens de Engelse furie, vluchtte Matthias Hovius naar het hof en verschool zich dagenlang in een kleerkast.
Van 1689 tot 1692 verbleven er ursulinen. 
Graaf Ernest Coloma verwierf het domein in 1785 voor 19.000 gulden.
In 1826 werd het Hof van Hoogstraten opgekocht door de Mechelse aartsbisschop Franciscus Antonius de Méan de Beaurieux voor afbraak. Het Klein Seminarie van Mechelen werd ondergebracht in het achttiende-eeuwse Hof van Coloma en in de restanten van het zestiende-eeuwse Hof van Hoogstraten. Van het oorspronkelijk Hof van Hoogstraten restten toen enkel de vleugel met toren en kapel. Het Klein Seminarie werd opgericht in 1829 door een mandement van Willem I der Nederlanden. Het opende zijn deuren in 1830 en werd gezien als de lagere afdeling van de priesteropleiding in het aartsbisdom Mechelen. In 1968 vond het Berthoutinstituut zijn onderkomen in een nieuw gebouw op het terrein.